# 洛斯特罗夫
洛斯特罗夫（法語：Lostroff，法語發音：[lɔstʁɔf]）是法国摩泽尔省的一个市镇，属于萨尔堡-萨兰堡区。

## 地理
洛斯特罗夫（48°51'32"N, 6°51'11"E）面积4.96 平方千米，位于法国大東部大區摩泽尔省，该省份为法国东北部内陆省份，是洛林的一部分，西南接默尔特-摩泽尔省，东临下莱茵省，北与卢森堡和德国接壤。
与洛斯特罗夫接壤的市镇（或旧市镇、城区）包括：屈坦、栋农莱迪约兹、甘兹兰、洛尔、卢德勒凡。

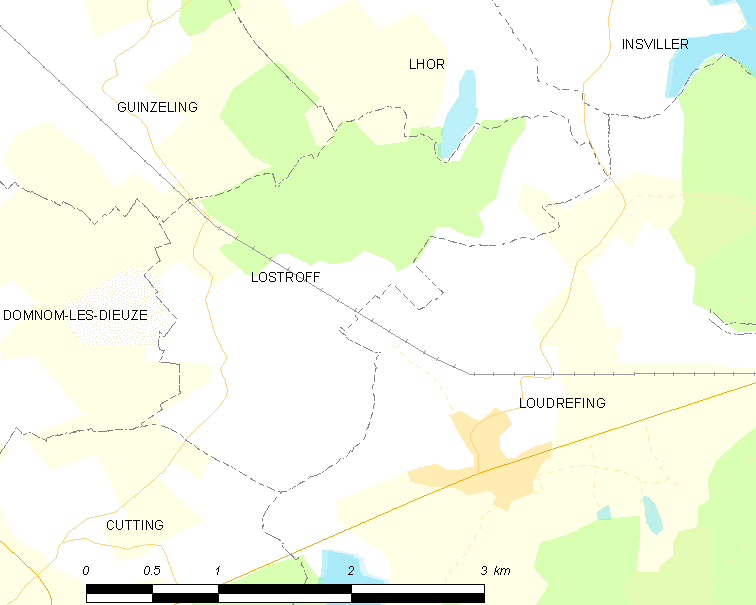
洛斯特罗夫的OSM定位图

洛斯特罗夫的时区为UTC+01:00、UTC+02:00（夏令时）。

## 行政
洛斯特罗夫的邮政编码为57670，INSEE市镇编码为57417。

## 政治
洛斯特罗夫所属的省级选区为索努瓦县。

## 人口

1962-2008年间洛斯特罗夫人口变化图示

洛斯特罗夫于2022年1月1日时的人口数量为71人。